# 安德森鎮區 (印地安納州佩里縣)
安德森鎮區（英語：Anderson Township）是位於美國印地安納州佩里縣的一個行政鎮區。

## 地方資料
根據2010年美國人口普查的數據，安德森鎮區的面積為154.10平方千米，當中陸地面積為153.90平方千米，而水域面積為0.20平方千米。當地共有人口1557人，而人口密度為每平方千米10.1人。